# NGC 6188
NGC 6188 je emisijsko-odrazna maglica u zviježđu Oltaru. 
Svijetao otvoreni skup NGC 6193 koji je vidljiv golom oku, odgovoran je za područje odrazne maglovitosti unutar NGC 6188. NGC 6188 je maglica u kojoj se stvaraju zvijezde. Oblikuju je masivne mlade zvijezde koje su se nedavno oblikovale. Neke su stare samo nekoliko milijuna godina. Ovu iskru stvaranja vjerojatno je prouzročilo kad je zadnji skup zvijezda postao supernovama.

## Vanjske poveznice
- (engl.) SEDS: NGC 6188
- (engl.) Hartmut Frommert: Revidirani Novi opći katalog
- (engl.) Izvangalaktička baza podataka NASA-e i IPAC-a
- (engl.) Astronomska baza podataka SIMBAD
- (engl.) VizieR
- (engl.) Auke Slotegraaf: NGC 6188 Deep Sky Observer's Companion
- (engl.) Courtney Seligman: Objekti Novog općeg kataloga: NGC 6150 - 6199